# Huai
Huái fou vuitè rei de la dinastia Xia. Possiblement va governar prop de 44 anys, segons els Annals de Bambú, encara que segons els registres de l'historiador Sima Qian va governar durant 26 anys.
Va aconseguir el seu tron l'any de Wuzi. Expliquen les fonts que en el 3r any del seu règim, nou bàrbars forans van acudir a la capital. En el 16è any del seu mandat, va haver-hi una lluita interina dins del seu govern entre dos dels seus ministres Luobo i Fengyi. En el 36è any del seu règim, va crear el poema i la música de Huantu.